# Jan Tauc
Jan Tauc ( /t aʊ t s / ; 15 avril 1922 - 28 décembre 2010) est un physicien tchéco-américain qui a introduit les concepts de gap de Tauc et de diagramme de Tauc utilisé dans la caractérisation optique des solides. Né en Bohême, il a émigré aux États-Unis en 1969, dont il a reçu la citoyenneté en 1978, et y a travaillé pour le reste de sa vie.

## Biographie
Jan Tauc est né à Pardubice, en Bohême (actuellement en République tchèque ). Dix ans plus tard, son père, comptable à la poste, est muté à Opava. En 1938, la région est annexée par l'Allemagne et tous les citoyens tchèques sont expulsés en quelques heures. La famille Tauc s'est finalement installée à Brno, où Jan a obtenu son diplôme d'études secondaires. Il étudie une année dans un lycée de Nîmes, en France, grâce à une bourse de trois ans qui est interrompue par la Seconde Guerre mondiale. Pendant la guerre, Tauc fréquente une école technique tout en travaillant dans une usine d'armes et en étudiant la physique de manière indépendante. Quelques années après la guerre, il obtient un diplôme universitaire en génie électrique. En 1949, il défend une thèse sur les antennes diélectriques à l'université technique tchèque de Prague. Il s'est ensuite intéressé à la physique des semi-conducteurs et a construit le premier transistor à point de contact en Tchécoslovaquie. En 1952, il devient le chef du département semi-conducteurs à l'Institut de physique technique de la nouvelle Académie tchécoslovaque des sciences. En 1956, il défend son post-doctorat sur les forces électromotrices dans les semi-conducteurs, et entre 1964 et 1969 travaille comme professeur de physique expérimentale à l'université Charles de Prague. Alors qu'il assiste à la quatrième Conférence internationale sur la physique des semi-conducteurs à Rochester, New York, il convint les organisateurs de choisir Prague pour la prochaine réunion en 1960, dans laquelle il agit en tant que président local. C'était le premier événement de ce type dans un pays du bloc soviétique.
Alors que les premiers travaux de Tauc concernaient principalement les propriétés photovoltaïques, thermoélectriques et optiques des semi-conducteurs cristallins, au milieu des années 1960, il se concentre sur les semi-conducteurs amorphes, en particulier le silicium hydrogéné, qui devient son principal sujet de recherche jusqu'à sa retraite. En 1966, il publie un article sur les propriétés électroniques et optiques du germanium amorphe qui jette les bases d'études semi-empiriques des matériaux amorphes et introduit les concepts de l'espace Tauc et de diagramme de Tauc.
Après l'invasion soviétique de la Tchécoslovaquie au début de l'année 1969, Tauc quitte la Tchécoslovaquie. Après avoir passé quelques mois à l'université de Paris, il déménage avec sa famille aux laboratoires de Bell à Murray Hill dans le New Jersey, avec une bourse de 12 mois. Il est ensuite resté consultant à long terme pour Bell Labs. En octobre 1969, lorsque l'Académie tchèque des sciences annule son congé sabbatique et demande son retour, Tauc refuse et accepte un poste de professeur d'ingénierie et de physique à l'université Brown à Rhode Island, qu'il occupe jusqu'à sa retraite en 1992. En raison de cette décision, il est condamné à une peine de prison en Tchécoslovaquie ce qui l'empêche de visiter le pays pendant des décennies. À l'université Brown, il est co-auteur d'un brevet pour une méthode de caractérisation de films minces à l' aide de la spectroscopie de photomodulation transitoire. Il écrit également plusieurs livres, est rédacteur en chef de trois revues et devient membre de l' Académie nationale des sciences des États-Unis. Ses récompenses comprenaient le prix Frank Isakson de 1982 et le prix de conférence David Adler de 1988 de la  société américaine de physique. En 2003, longtemps après la chute du régime communiste, il reçoit la médaille De Scientia et Humanitate Optime Meritis, la plus haute distinction pour un scientifique en République tchèque.
En 1947, Tauc épouse Vera Koubelova, décédée en 2008. Ils ont une fille, Elena (née en 1951) et un fils, Jan (né en 1954). Son frère cadet Ladislav Tauc (1926-1999) est un célèbre neuroscientifique, un pionnier de la neuroéthologie et de la physiologie neuronale. Ladislav a immigré en France en 1949 et est devenu citoyen français, tandis que Jan a obtenu la nationalité américaine en 1978. Jan était un ami de longue date et collègue de Manuel Cardona, qui, entre autres choses, l'a persuadé d'accepter le poste à l'université Brown en 1970.

## Publications
- Jan Tauc, Photo and thermoelectric effects in semiconductors, Pergamon Press, 1962 (lire en ligne)
- Jan Tauc, Amorphous and liquid semiconductors, Plenum, 1974 (ISBN 978-0-306-30777-5, lire en ligne)
- Phillip J. Stiles et Jan Tauc, Optical Studies of Bonding in Solids, Defense Technical Information Center, 1976 (lire en ligne)
- Jan Tauc, Electronic Structure and Stability of Metallic Glasses, Defense Technical Information Center, 1980 (lire en ligne)